# Graham Harvey
Graham Harvey – australijski aktor.

## Wybrana filmografia

### Filmy fabularne
- 1982: Sara Dane
- 1984: Constance jako Errol Barr
- 1992: Ostatni człowiek powieszony (The Last Man Hanged ) jako Peter Walker
- 1997: Fioletowe odwiedziny (Violet's Visit) jako Alec
- 2010: Pani Wright  (Mrs. Wright) jako Theodor

### Seriale TV
- 1976: Rodzina Sullivanów (The Sulllivans) jako Robbie McGovern
- 1979: Skyways jako Greg Freeman
- 1981: Prowincjonalna praktyka (A Country Practice) jako Lachie Hughes
- 1983: Młodzi lekarze (The Young Doctors) jako David Henderson
- 1986: Powrót do Edenu (Return To Eden) jako Chris Harper
- 1989: Prowincjonalna praktyka (A Country Practice) jako dr Brad Kurnell
- 1989: E Street jako Michael Sturgess
- 1990: Ambasada (Embassy) jako Tom
- 1992: Prowincjonalna praktyka (A Country Practice) jako Geoff Hutton
- 1996: Sąsiedzi (Neighbours) jako Rob Evans
- 1997: Szczury wodne (Water Rats) jako Gary Mayo
- 1997:  Wielkie niebo (Big Sky) jako Price
- 2007: Cena życia (All Saints) jako Adam Jarvis